# Lommerd

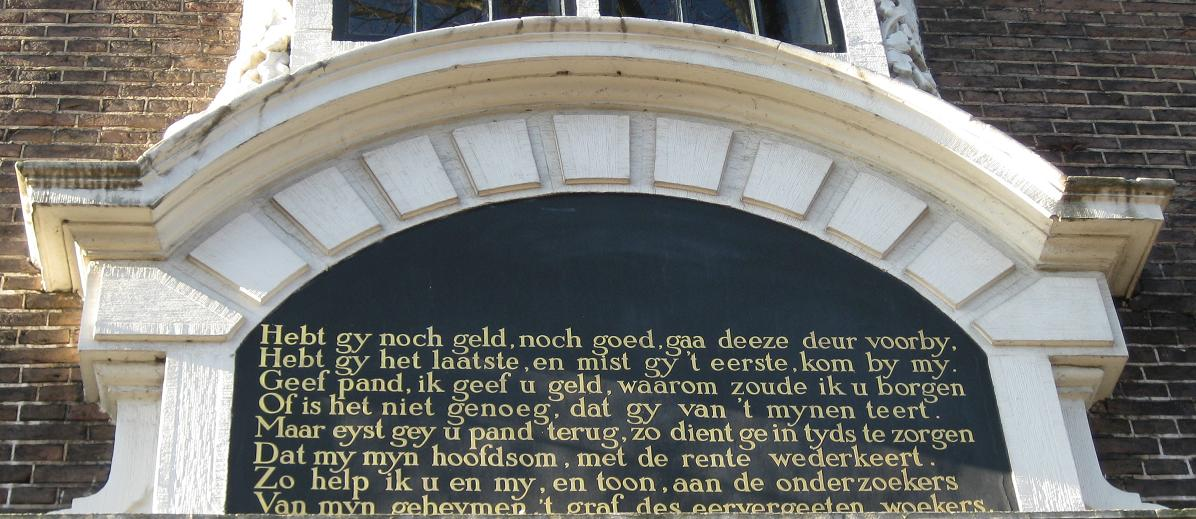
Tekst boven de ingang van de Stadsbank van Lening te Amsterdam

Een lommerd (verbastering van lombard), officieel bank van lening, ook (houder van een) pandhuis, is een kredietinstelling, waar leningen kunnen afgesloten worden tegen een onderpand van roerende goederen zoals juwelen, zilverwerk, kunst- en siervoorwerpen, boeken en andere voorwerpen van waarde. Hiervan is de term lombardkrediet afgeleid, krediet dat men verkrijgt op basis van een onderpand zoals effecten of roerende goederen.

## Werking
Wie gebruikmaakt van de lommerd hoefde zich vanouds niet te legitimeren. Veel mensen hadden geen legitimatiebewijs. Tegenwoordig is legitimatie verplicht, omdat men wil voorkomen dat men de lommerd gebruikt om zich van gestolen goederen te ontdoen.
Wie een voorwerp verpandt, krijgt een lommerdbriefje waarop het voorwerp en het kredietbedrag zijn vermeld. Met dat briefje kan het pand, na betaling van het bedrag plus rente, weer worden teruggehaald. Wordt het pand niet binnen zekere tijd teruggehaald, dan wordt het door de lommerd verkocht. De houder van het lommerdbriefje heeft recht op (een deel van) de eventuele meeropbrengst. Het lommerdbriefje is aan toonder, dus als het pand bij verkoop minder opbrengt, dan komt dat ten laste van de lommerd.
Vaak kwam het voor dat dezelfde goederen steeds weer naar de lommerd werden gebracht. In de loop van de week kon een arbeider bijvoorbeeld zijn zondagse pak naar de lommerd brengen. Kreeg hij op zaterdag zijn loon, dan haalde hij zijn pak op, zodat hij het op zondag kon dragen. Als in de loop van de week het geld op was, bracht hij het pak weer naar de lommerd.

## Herkomst
De Lombarden speelden in de Middeleeuwen een belangrijke rol in de ontwikkeling van het bankwezen. Deze Noord-Italiaanse geldwisselaars verspreidden zich vanaf de 12e eeuw over West-Europa, toen de handel tussen de steden in de Nederlanden enerzijds en Italië anderzijds goed op dreef kwam. Vooral via de jaarmarkten in het tussengebied, de Champagne, reisden ze mee met de handelaars en zakenlieden die van jaarmarkt naar jaarmarkt trokken. Samen met de Joden, die wegens het kerkelijk renteverbod ook op deze geldmarkten actief waren, speelden ze een rol als kredietverleners. Hun kraam, een tafel met weegschaal en zakken met munten, ligt ook aan de oorsprong van onze benaming “bank”, afkomstig van het Italiaanse woord "banco" of “banca” voor “tafel”.
Lombarden werden aanvankelijk ook “cawarsini”, “coarsini”, “coarcini” genoemd. De verklaringen voor die term zijn uiteenlopend. Meestal wordt deze term in verband gebracht met de Franse stad Cahors, geboorteplaats van paus Johannes XXII, die tijdens de vestiging van de pauselijke zetel in Avignon, de vergunningen voor het tafelhouden aan zijn streekgenoten zou hebben verleend. De benaming brengt men ook in verband met de stad Cavour in Piëmont. Veel lombarden, genoemd naar de streek Lombardije, waren in feite Piëmontezen. Een andere verklaring brengt de naam in verband met de familienaam van een van de eerste van deze Italiaanse handelaars.

## Ontwikkelingen
De lombarden trokken naar de Europese steden en kregen daar een vergunning om een “tafel van lening” (of “bank van lening”) te houden voor een periode van tien tot vijftien jaar. Vaak werden vergunningen doorverleend van vader op zoon, zodat lange tijd dezelfde families een bank van lening konden exploiteren.
Een steeds voorkomend probleem in de Middeleeuwen was de hoge rente die de lommerds vroegen voor de belening. Gezien de schaarste op de geldmarkt, en het renteverbod voor christenen, zou die soms zelfs oplopen tot 80%. Omdat de lombarden vaak hoge rentetarieven hanteerden werd hun handel soms verboden of aan beperkingen onderworpen. Soms werd vanwege de overheid een maximumrente opgelegd. Ook verplichtte de overheid de lommerds geregeld alle beleende panden terug te geven, zonder interest. 
Dergelijke maatregelen bleken op de langere termijn meestal niet erg effectief. Liefdadige instellingen, maar ook de overheid richtten vanaf de 15e eeuw Bergen van Barmhartigheid of stadsbanken op als alternatief, in principe ter bescherming van de “kleine man”, zodat men hem krediet kon verschaffen aan een lager tarief. Gaandeweg boetten de private lommerds of pandjeshuizen dan ook aan belang in.

## Vernoemingen
De naam Lombard komt nog veel voor onder andere in straatnamen, zoals in de Londense Lombard Street (1598), waar oorspronkelijk de Lombard bankiers gevestigd waren. Ook Parijs, Brussel, Antwerpen, Rotterdam en andere steden kennen een Lombardstraat, of een afgeleide daarvan. Zeer gekend is ook Lombard Street in San Francisco, bekend als de bochtigste straat ter wereld.
In 's-Hertogenbosch zijn enige straten naar de Lombarden vernoemd.
Rotterdam heeft een Lombardkade en de wijk Lombardijen.
Den Haag kent de 'Lange Lombardstraat'.
In Arnhem bestaat "Wijkcentrum De Lommerd" in de wijk het Spijkerkwartier in de Spijkerstraat sinds jaar en dag omsloten door de Lombardstraat, naast de "Bank van Leening" wat als oude muurschildering nog zichtbaar is.
In Amsterdam verbindt de Lommertbrug de kaden van de Oudezijds Voorburgwal, waar de Stadsbank van Lening ('lommert') sinds 1614 is gevestigd. Ook zijn daar zowel de Enge Lombardsteeg als de Wijde Lombardsteeg te vinden.
Een Lombardsteeg is te vinden in Alkmaar, Gouda, Leiden en Schiedam.
Zowel Dordrecht, Gorinchem en Vianen is een Lombardstraat te vinden.

## Trivia
In 1939 was er een populair liedje met de titel Mijnheer de baron is niet thuis dat ging over de baron die zijn schuldeisers niet te woord kon staan omdat zelfs zijn kleren bij Ome Jan waren. Dat was een populair eufemisme voor de lommerd, want het gold niet als eervol om gebruik te maken van de diensten van een lommerd.